# Пушниг, Вольфганг
Вольфганг Пушниг (нем. Wolfgang Puschnig, род. 21 мая 1956, Клагенфурт-ам-Вёртерзе) — австрийский джазовый музыкант (саксофон, флейта, бас-кларнет) и композитор.

## Биография
После обучения игре на саксофоне и флейте в Венской консерватории Пушниг стал основателем Венского художественного оркестра вместе с Матиасом Рюэггом в середине 1970-х годов. Здесь он работал до 1989 года. Также участвовал в проектах с Эрнстом Яндлем и Лорен Ньютон. В начале 1980-х годов Пушниг играл с Хансом Коллером, в квартетах «Air Mail» и «Saxofour». Карла Блей привлекала его в свои группы в середине 1980-х годов. В разных коллективах он работал с Вольфгангом Миттерером, Ули Шерером, Линдой Шеррок, Джамааладэном Такумой, а также сотрудничал с Райнхардом Флатишлером, Гербертом Йоосом, Кристофом Лауэром и Мишелем Годаром. В 1991 году основал проект «Alpine Aspects». Неоднократно выступал с корейским ансамблем ударных инструментов SamulNori.
Профессор Венского университета музыки и исполнительского искусства, бывший заведующий кафедрой популярной музыки.

## Награды
- Премия Ханса Коллера[нем.] как «джазовый музыкант года» (1998)
- Recognition Award of Carinthia (2003)
- Первый музыкант, получивший звание почётного доктора Клагенфуртского университета (2004)[3]
- Офицерский крест ордена «За заслуги» земли Каринтия[нем.] (2016)
- Премия Каринтии в области культуры (нем. Kulturpreis des Landes Kärnten, 2022)

## Дискография

### Сольные альбомы
- 1988: Pieces Of The Dream
- 1991: Alpine Aspects
- 1995: Mixed Metaphors
- 1997: Dream Weavers
- 1998: Roots & Fruits
- 1999: Aspects
- 2001: Chants
- 2006: Things Change: The 50th Anniversary Box